# Institut des Arts appliqués

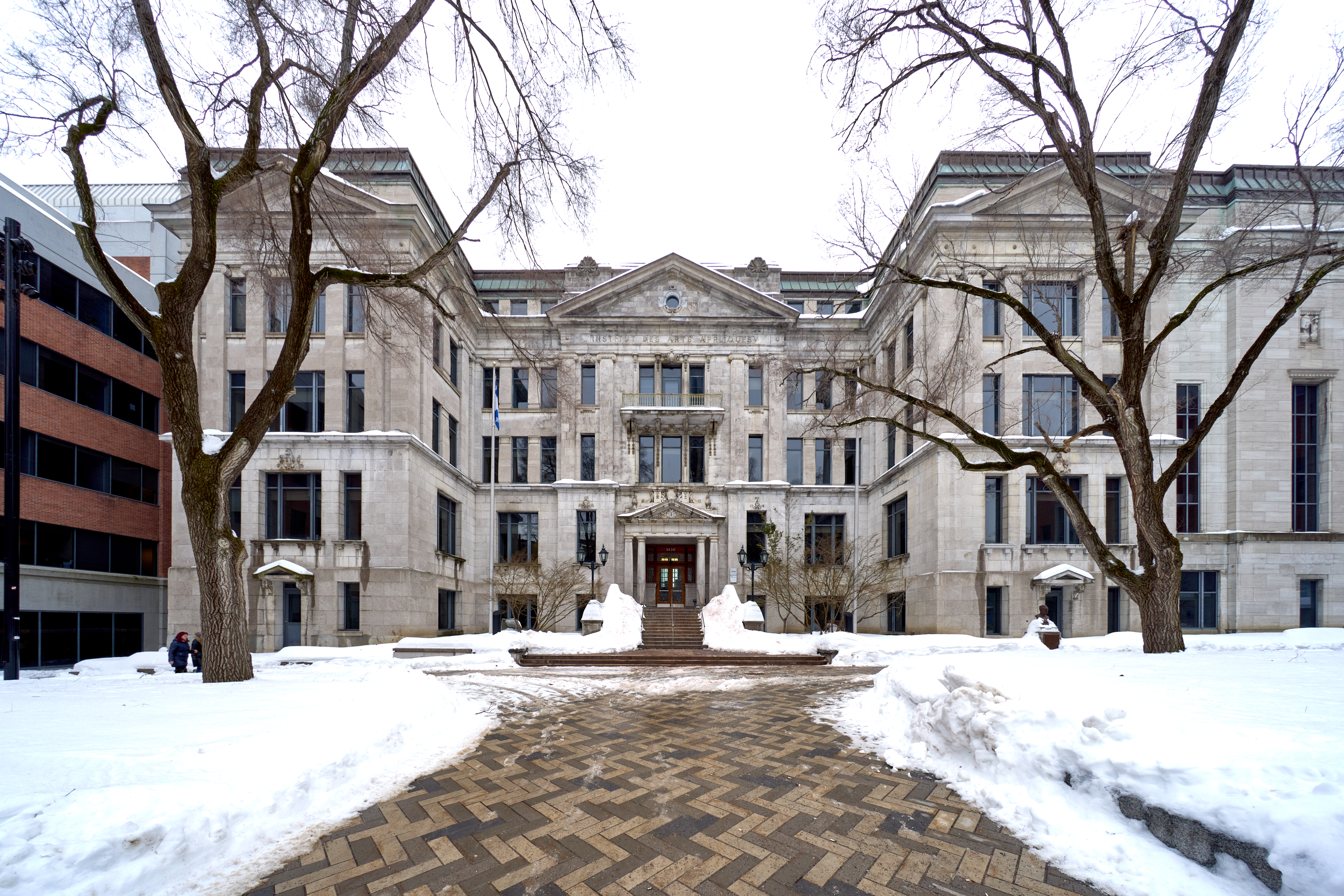
Pavillon Athanase-David avec la place Pasteur au premier plan, février 2023

Emblème de l'Institut

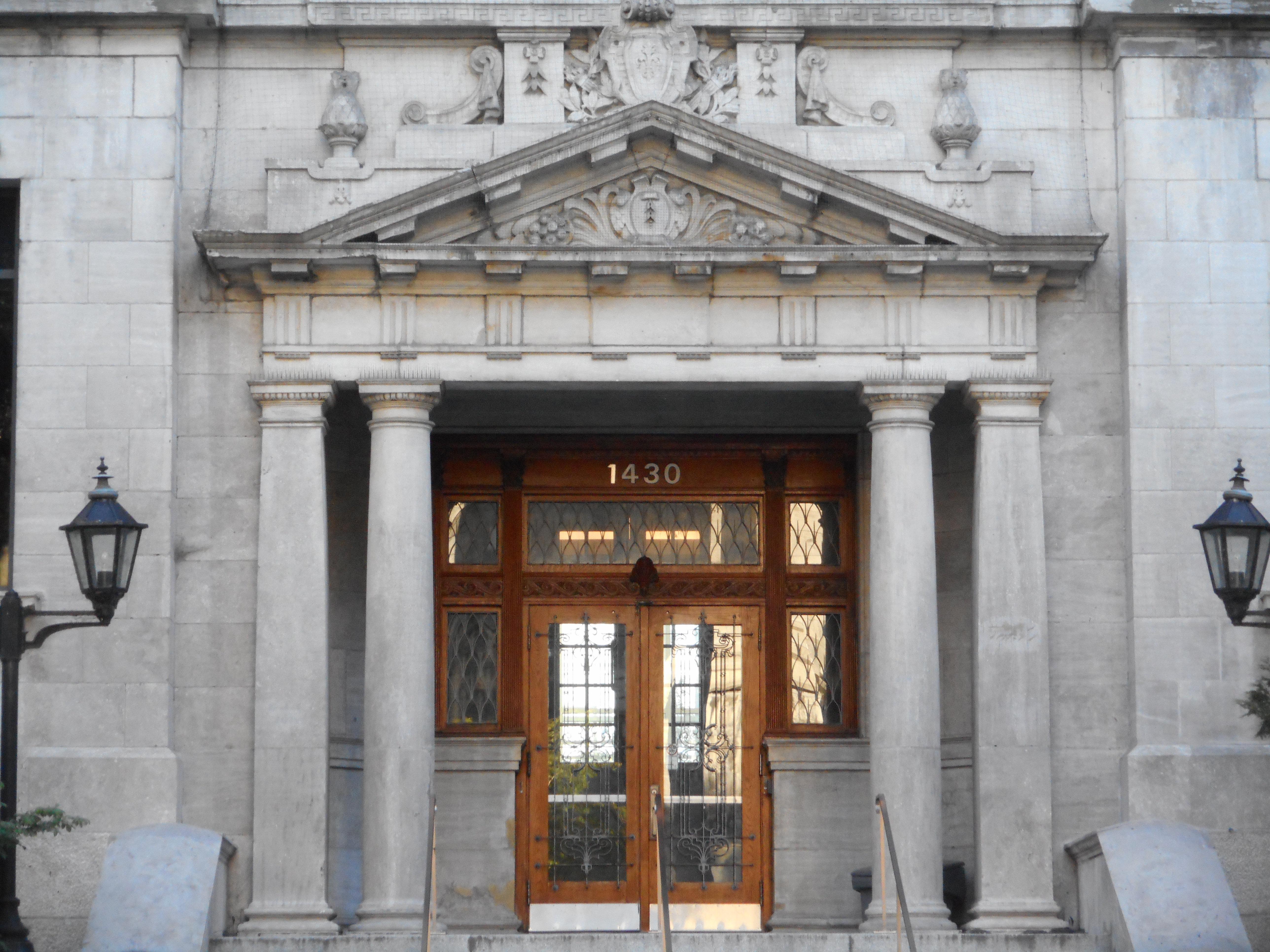
Entrée, 1430 rue Saint-Denis

L'Institut des Arts appliqués était une école spécialisée dans le design à Montréal. L'institut était situé au 1430, rue Saint-Denis à Montréal, dans la province de Québec.
Construit entre 1903-1905, le bâtiment est conçu de style beaux-arts avec éléments néo-classiques par l’ingénieur, architecte et arpenteur Joseph-Émile Vanier pour l'école Polytechnique Montréal,. 
L'Institut des Arts appliqués est fondé en 1958 par le gouvernement de la province de Québec sous l'autorité du Ministère de la jeunesse. Il est intégré en 1969 au Cégep du Vieux Montréal. 
Aujourd'hui c'est le pavillon Athanase-David de l'Université du Québec à Montréal.

## Histoire
L'ancêtre de l'Institut des Arts appliqués, l'École du meuble, se développe graduellement alors qu'une section d'ébénisterie s'ouvre à l'École technique de Montréal. La spécialisation de l'ébénisterie s'oriente vers une formation artistique et les étudiants forment un groupe spécifique au sein de cette école. La section du meuble est détachée complètement de l'école technique en 1935. L'École du Meuble est fondée par la loi 4 en mars 1937. Ce statut officiel lui accorde les privilèges des écoles techniques de la province.
C'est en 1958 que l'Institut des Arts appliqués adopte un nouveau nom. L'Institut dispense désormais une formation technique et artistique. Son enseignement touche à la fabrication des meubles mais aussi à d'autres formes d'art: sculptures sur bois, décoration d'intérieurs, garniture, finition, dessin d'ameublement, céramique et tissage. En 1969, l'institut est intégré au Cégep du Vieux Montréal. L'institut dispense son enseignement avec des cours réguliers et spéciaux de jour et en soirée. La durée de la formation est de trois années.
L'institut comporte une bibliothèque et aussi un musée de cinq salles pendant les années 1960.

## Directeurs et professeurs
- Jean-Marie Gauvreau, directeur de 1958 à 1968[9]
- Claude Dulude, directeur en 1969 et professeur
- Maurice Félix, chef de section du personnel enseignant
- Madeleine Arbour, professeur en esthétique de présentation[10]

- Jean-Marie Bastien, professeur
- Gaétan Beaudin, professeur de céramique
- Jean-Baptiste Bergeron, professeur de peinture
- Jean-Gérald Bertrand, professeur
- Monique Drolet, professeur de céramique
- Suzanne Dumouchel, professeur organisation spatiale
- Ivanhoë Fortier (1967-1968), professeur
- Jacques Garnier, professeur de céramique
- Louis Jaque, professeur
- Claude Jasmin (1963-1965), professeur en histoire de l'art
- Julien Hébert, professeur
- Laurent Lamy, professeur composition et rendu
- Pierre Legault, professeur de céramique
- Gilbert Marion, professeur en graphisme et éducation visuelle
- Dean Mullavey (1964), professeur de céramique
- Yves Rajotte, professeur en organisation picturale
- Maurice Savoie, professeur

## Étudiants et étudiantes
- Maurice Achard (1960-1962)
- Marcel Beaucage (1964-1966)
- Monique Beauregard (1962-1966)
- Jordi Bonet
- Gilbert Breton
- Michel Champagne (1959-1960)
- Georget Cournoyer
- François Dallaire (1964-1968)

- Michel Dallaire[11]
- Roseline Delisle
- Léopold Foulem (1965-1967)
- Yves Gagnon
- Denise Goyer-Bonneau (1966-1970)
- Claude Hamelin (1967-1968)
- Robert Lamarre (1966-1970)
- Michel Lancelot (1967-1970)
- Denys Michaud (1964-1969)
- Monique Mongeau
- André Morin
- Renée Noiseux Gyurik[12]
- Robert Savoie
- Nicole Talbot (1961-1965)
- Alain-Marie Tremblay (1958-1961)
- André Turpin